# Провинција Изуми
Изуми (јап. 和泉国) је једна од 66 историјских провинција Јапана, која је постојала од почетка 8. века (закон Таихо из 703. године) до Мејџи реформи у другој половини 19. века. Изуми се налазио на јужној обали острва Хоншу, у области Кансај.
Царским декретом од 29. августа 1871. све постојеће провинције замењене су префектурама.Територија провинције Ното одговара југозападном делу данашње префектуре Осака.

## Географија
Изуми је био једна од такозваних Пет домаћих провинција Јапана (око престонице Кјото). Изуми се граничио са провинцијама Сецу на северу, Кавачи на истоку и Кии на југу, док је на западу излазио на залив Осака у Унутрашњем мору.

## Историја
Током периода Муромачи (1333-1573) провинција Изуми била је под управом гувернера (шуго) из породице Хосокава (рођака шогуна Ашикага), а престоница је била град Сакај, у то време један од главних центара међународне поморске трговине у Јапану. Приликом похода Ода Нобунаге на Кјото (1568) провинција Изуми се предала без борбе. Главни будистички манастир у провинцији био је Макиноодера (старо име Сефукуђи), у то време центар школе Шингон. По предању, манастир је основан још у 6. веку, и сам Кукаи (774-835), оснивач школе Шингон, учио је у њему. Пошто су се монаси тог манастира 1581. оружјем одупрли Нобунагиним сакупљачима пореза, манастир је распуштен и спаљен, а сва покретна имовина и поседи конфисковани (20. априла-10. маја 1581. по лунарном календару) 